# 漢斯·馬格努斯·恩岑斯貝格爾
漢斯·馬格努斯·恩岑斯貝格爾（德語：Hans Magnus Enzensberger，1929年11月11日—2022年11月24日），德國詩人及作家，曾獲取多個文學獎項，包括伯爾獎、雷馬克獎、海涅獎和桑寧獎。

## 生平
恩岑斯貝格爾出生於考夫博伊倫，成長於紐倫堡，曾加入希特勒青年團。他先後在埃尔朗根-纽伦堡大学、弗賴堡大學和漢堡大學修讀文學及哲學，並在巴黎索邦大學獲得博士學位。恩岑斯貝格爾的作品甚多，已被譯成40餘種語言。